# Julia Schmidt (Politikerin)
Julia Manuela Schmidt (* 15. September 1993 in Bad Dürkheim, Rheinland-Pfalz) ist eine ehemalige deutsche Politikerin (Bündnis 90/Die Grünen). Sie war von 2019 bis 2023 Vorsitzende des Landesverbandes Brandenburg von Bündnis 90/Die Grünen.

## Leben
Julia Schmidt studiert Politikwissenschaft, Verwaltungswissenschaft und Soziologie mit Schwerpunkt Verwaltungswissenschaft an der Fernuniversität in Hagen. Aufgrund ihrer Tätigkeit als Landesvorsitzende belegte sie ein Modul pro Semester. Von 2017 bis 2019 war sie Mitarbeiterin im Büro der Bundestagsabgeordneten Beate Müller-Gemmeke.
Sie ist seit 2017 Mitglied der Grünen Jugend und von Bündnis 90/Die Grünen. Seit März 2019 gehörte sie dem brandenburgischen Parteirat an. Auf dem Landesparteitag in Templin am 7. Dezember 2019 wurde sie zusammen mit Alexandra Pichl zur Vorsitzenden des brandenburgischen Landesverbandes der Grünen gewählt. Auf sie entfielen 67 % der Delegiertenstimmen.
Schmidt war seit den Kommunalwahlen in Brandenburg 2019 Mitglied des Kreistages Oberhavel. Dort wurde sie zur Fraktionsvorsitzenden gewählt und behielt das Amt bis wenige Monate nach der Wahl zur Landesvorsitzenden inne. Bei der Landtagswahl in Brandenburg 2019 bewarb sie sich auf Platz 17 der Landesliste sowie als Direktkandidatin im Wahlkreis 8 (Oberhavel II) für ein Mandat; sie erhielt 17,7 % der Erststimmen, konnte aber nicht in das Parlament einziehen. Im November 2021 legte sie ihr Kreistagsmandat nieder.
Nachdem der Landesvorstand ihr am 17. Februar 2023 das Vertrauen für die weitere Zusammenarbeit entzogen hatte, erklärte Schmidt ihren Rücktritt als Landesvorsitzende. Als Begründung teilte der Vorstand mit, dass „wiederholte Fälle untragbaren Fehlverhaltens“ sowie ein Vertrauensbruch infolge fortgesetztem Voranstellen von Eigeninteressen gegenüber dem Parteiinteresse vorangegangen seien. Schmidt hingegen sprach davon, zurücktreten zu wollen, um sich ihrem Studium zu widmen. Ihr folgte Hanna Große Holtrup nach.